# Levedi törzsfő
Levedi 9. századi magyar törzsfő volt. Valószínűleg az első név szerint ismert valós magyar történelmi személyiség. Egyes feltételezések szerint személye megegyezik az Anonymus által emlegetett Előd vezérrel, Álmos fejedelem feltételezett apjával. Bíborbanszületett Kónsztantinosz szerint címe vajda volt.

## Neve és címe
Levedi címét Bíborbanszületett Konstantin bizánci császár (913–959) βοεβόδοςként adta meg. A kifejezés minden bizonnyal az ógörög szövegbe került szláv jövevényszó lehet ('vojvoda', magyarul vajda), melynek jelentése hadvezér. A szakirodalomban vitatott, hogy ez lett volna Levedi tényleges címe. Mivel a hadi egység ekkoriban a magyarságnál egyben törzsi egység is volt, feltehető, hogy Levedi az egyik törzs fejeként működött. Ezt alátámasztani látszik az is, hogy a császár szerint „az utána való többit is vajdának hívták”. Összegezve látható, hogy Levedi egyike volt a magyar törzsfőknek, de a hierarchia szempontjából közöttük a kiemelkedő első helyen állt. Talán a kende cím viselőjeként a magyarok szakrális uralkodója volt – a hadvezér gyula mellett –, a kazár kagánéhoz hasonló helyzetben. Egy ilyen szakrális királyságról az arab források emlékeznek meg a honfoglalás előtt.
Nevének eredetét illetően számos álláspont született. Legkorábban a magyar létige (lesz) v-s tövének -d kicsinyítőképzős és tővégi magánhangzós alakjával számoltak; a -d kicsinyítőképzővel a későbbi nyelvemlékekben lehet is találkozni. Eszerint neve „levőcske” jelentésű. Később, mivel erre a megfejtésre semmiféle analógiát nem lehet találni, más megoldást javasoltak. Felmerült a magyar gesztákból ismert Előd vezérrel való azonossága is (Előd – „eleved” – Levedi), de ez a feltevés sem kellően alátámasztott. Csupán nyelvészeti szempontból akár a  török, német vagy szláv eredet is szóba jöhetne, de ezeket a történelmi tényezők cáfolják: a német bizonyosan, a szláv eredet pedig nagy valószínűséggel elvethető. Helyette sokkal indokoltabb a finnugor eredetű magyar lő igéből az első változat szerint származtatni az elnevezést, de megnyugtató választ sehogy sem lehet adni a kérdésre. A névvel később is lehet találkozni a történelem folyamán: az 1138. szeptember 3-án készített dömösi összeírás Lewedi néven említ meg egy szolgát. Ebben az okiratban II. Béla parancsára rögzítették a dömösi prépostság birtokait és szolganépeit.

## Élete

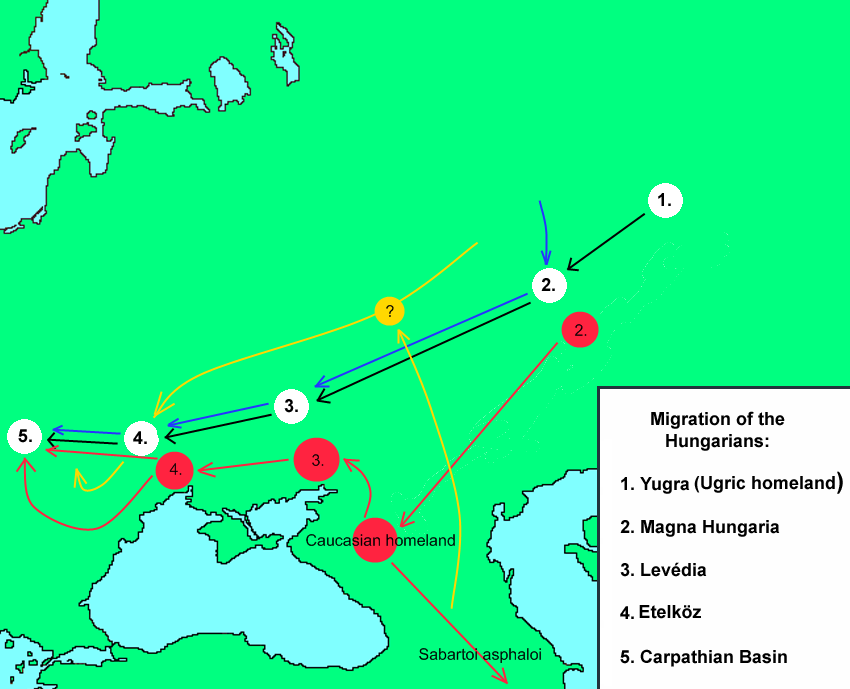
A magyar törzsek vándorlásának feltételezett útvonalai

Levedi Levédia, a magyarság vándorlása egyik állomásának névadója. A magyarok e területre költözése Konstantin műve alapján 950-hez képest „régen” volt. Különböző forrásokra alapozva feltehető, hogy a hódítás 830 körül történt. A mintegy négy emberöltőt kitevő időszak akkoriban hosszú periódusnak számított, és a beköltözés pontos dátumát nem őrizte meg az emberi emlékezet. A terület ilyen elnevezését valószínűleg soha sem használták a gyakorlatban, az a császár alkotása, a végén ugyanis az -(i)a országnévképző fedezhető fel. Levedinek a magyarok bizonyára Levedi közvetlen szálláshelyét hívták; a bizánciak pedig Levedihez és Levedibe utazhattak diplomáciai ügyekben. Ezt a császár tévedésből kivetítette az egész magyar szállásterületre.
Róna-Tas András szerint Levedi történetének van egy valóságos magva, az egy dinasztiaváltást ír le. A történet szerint a kazárok kagánja elhívta magához Levedit, hogy feleségül adja hozzá a lányát, és megtegye őt a magyarok fejedelmévé. Levedi azonban elutasította ezt, mondván, van erre alkalmasabb személy, akár Álmos, akár a fia, Árpád. A kagán megörült a beszédnek, és végül is Árpádot választotta. Ez teljesen életszerűtlen viselkedés lett volna Leveditől, de nyilván az Árpád-ház későbbi hagyományának meg kellett magyaráznia, hogyan került a kezébe a hatalom. Ehhez felhatalmazás kellett, ami akkoriban a kazárokat jelentette, akiknek kagánja a nyugati türk Istemi családjából származott, aki a sztyeppei szakralitással rendelkező Asina nemzetség tagja volt. Talán Levedi is a klán tagja volt, ehhez kapcsolódik a magyar szakrális kettős királyság intézménye, amelyről a honfoglalás előtt arab források megemlékeznek, de amelyről a honfoglalás idején és után a bizánci források már nem tudnak. Valószínűleg Levedi dinasztiájának letételével tűnt el ez a szakralitás, amelyet egy új dinasztia csak nehezen tud felépíteni.
Szabados György a dalmáciaiakkal való motívumhasonlóság és egyéb következetlenségek miatt a DAI ezen részének egyes elemeit (is) megbízhatatlannak tartja. Hölbling Tamás szerint nem létezett olyan magyar történelmi személy, hogy Levedi vajda. A szóban forgó személyt valójában Ednek vagy Edöménnek hívták, aki a kazárok vazallusaként és a szavorti aszfali (hungárus) nép első embereként Lebed-tartomány, azaz egy Kijev környéki szláv lakosú vidék felett regnált. Mikor a türk magyarok Kijevre támadtak, Ednek és Edöménnek kötelessége volt az oroszokat megvédeni, ám vereséget szenvedett. A vereség és a magyarokban rejlő politikai és katonai lehetőségek miatt a levedi vajda és többi vajda társa mind behódoltak Álmosnak és kérték, hogy hódítsa vissza számukra Attila király országát, Hungáriát.